# 寒生耳蕨
寒生耳蕨（学名：Polystichum frigidicola）为鳞毛蕨科耳蕨属下的一个种。

## 扩展阅读
維基物種上的相關：寒生耳蕨